# Paul de Senneville
Pour les articles homonymes, voir Senneville.
 (février 2019).
Paul de Senneville est un compositeur et producteur de musique français, né le 30 juillet 1933 à Paris et mort le 23 juin 2023 à Estandeuil (Puy-de-Dôme).

## Biographie
Diplômé de l'École des Hautes Études à la Sorbonne, Paul de Senneville présente ensuite l'ENA. Il fait son service militaire durant la guerre d'Algérie, comme enseigne de vaisseau au commando marine.[réf. nécessaire] De retour à Paris, il entre au journal Paris-Presse et y reste deux années. En 1964, il produit Les Indiens, un feuilleton télévisuel de 26 épisodes de 13 minutes pour la 1re chaîne de l'ORTF. 
Après avoir écrit sa première chanson en 1962, il compose la musique de nombreuses bandes originales de films pour des sociétés telles que Univers Galaxie et Daber Films. En 1968, alors qu'il est manager de Michel Polnareff, il rencontre Olivier Toussaint. Avec ce dernier il compose des chansons pour notamment Mireille Mathieu, Michèle Torr, Christophe, Hervé Vilard, Dalida, Petula Clark et Claude François. Avec le parolier Jean-Loup Dabadie, il écrit en 1969 Tous les bateaux, tous les oiseaux pour Michel Polnareff.
En 1972, il forme le groupe Pop Concerto Orchestra avec Jean Baudlot, Peter McLane et Olivier Toussaint, ce dernier en devient le chanteur principal. 
Après être devenu directeur général de la maison de disques Disc AZ, il crée en 1974, Delphine Productions (d'après le prénom de sa fille aînée), à laquelle il a associé Olivier Toussaint. L'activité de Delphine Productions se limite maintenant à l'exploitation dans le monde de son catalogue de 1 800 titres et à la gestion des concerts de Richard Clayderman. En 1975, la bande originale du film Un linceul n'a pas de poches, de Jean-Pierre Mocky connaît un succès fulgurant : le thème principal, Dolannes mélodie, est vendu à 12 millions d'exemplaires. L'année suivante, il compose Ballade pour Adeline interprété par Richard Clayderman, son plus grand succès mondial, avec 22 millions d'albums vendus dans 65 pays et 400 millions de vues sur YouTube.
En 1982, il rencontre de nouveau le succès avec la chanson Eden Is a Magic World de son groupe Pop Concerto Orchestra, qui se classe en tête des ventes à l'été de la même année.
En 1988, il crée une société de jeux vidéo, Delphine Software qui connaîtra, avec l'aide de Paul Cuisset, plusieurs succès dont notamment Another World, Flashback ou Moto Racer. Il finance ensuite un studio du nom de son autre fille, Adeline Software International, créé par d'anciens membres d'Infogrames.
Le 23 juin 2023, il meurt à l'âge de 89 ans, à Estandeuil, dans le Puy-de-Dôme,,,,.

## Œuvres
- 1969 : Tous les bateaux tous les oiseaux - Michel Polnareff
- 1969 : Dans la maison vide - Michel Polnareff
- 1970 : Gloria - Michel Polnareff
- 1970 : Nue comme la mer - Christophe
- 1970 : Oh ! Mon amour  - Christophe
- 1975 : Dolannes mélodie (avec Olivier Toussaint) - Jean-Claude Borelly
- 1976 : Ballade pour Adeline - Richard Clayderman
- 1976 : Eden Is a Magic World - Pop Concerto Orchestra
- 1978 : Mariage d'amour[12] - Richard Clayderman
- 1981 : Triste Cœur - Richard Clayderman

## Distinctions
- Césars 1976 : nomination au César de la meilleure musique originale pour Un linceul n'a pas de poches